# تجربة سجن ستانفورد (فلم)
تجربة سجن ستانفورد هو فيلم جريمة تم إنتاجه في الولايات المتحدة وصدر في سنة 2015.

## القصة
يحكي قصة اختبار سجن ستانفورد حيث يتم أختبار عبارة عن دراسة نفسية هامة عنيت بالاستجابات الإنسانية للأَسْر، واهتمت بالظروف الحقيقية لحياة السجن. تم إجراء الاختبار في الفترة ما بين 14 إلى 20 أغسطس 1971 تحت إشراف فريق من الباحثين يقوده فيليب زيمباردو من جامعة ستانفورد. وقد قام بأداء دور الحراس والسجناء متطوعون وذلك في بناء يحاكي السجن تماماً. إلا أن التجربة سرعان ما تجاوزت حدود السيطرة وتم إيقافها باكراً. وكثيراً ما أحيطت هذه التجربة الشهيرة بشكوك من وجهة نظر أخلاقية وشبهت باختبار ميلغرام الذي أجري في العام 1963 في جامعة ييل بإشراف الدكتور ستانلي ميلغرام، وقد كان من زملاء زيمباردو في المرحلة الثانوية.

## وصلات خارجية
- مقالات تستعمل روابط فنية بلا صلة مع ويكي بيانات